# Rainier (cardinal)
Pour les articles homonymes, voir Rainier.
Rainier (probablement né en France et mort en août 1182) est un cardinal français du XIIe siècle. 

## Biographie
Le pape Alexandre III le crée cardinal lors du consistoire du 22 septembre 1178. Rainier participe à l'élection de Lucius III en 1181. Il est présent à l'absolution du roi Guillaume Ier d'Écosse donné par le pape Lucius III dans le palais du Latran.